# 中房镇
中房镇是中国福建省福州市罗源县下辖的一个镇。位于罗源县西北部，北连古田县大甲乡，东邻宁德市，全镇幅面积132.1平方千米。

## 行政区划
中房镇下辖以下地区：
林家社区、中房社区、乾溪社区、大洋社区、下湖村、王沙村、叠石村、满盾村、岭兜村、沙坂村、上宅村、大园村、吉漈村、洋里村、寨头村、显柄村、松洋村、柏山村、深坑村、溪门村、东山村、厚富村和港里村。